# José María Cornejo
José María Cornejo (San Vicente, 10 de noviembre de 1788 - San Vicente, 24 de noviembre de 1864) gobernó la República de El Salvador como Jefe Supremo del 30 de enero de 1829 al 16 de febrero de 1830 y del 4 de diciembre de 1830 al 3 de abril de 1832.

## Biografía
José María Cornejo nació en San Vicente el 10 de noviembre de 1788; sus padres fueron José Manuel Cornejo y Ana María Jacoba Merino y Guevara. Se casó con Josefa Nicolasa de Lesaca. Murió en la misma ciudad de San Vicente el 24 de noviembre de 1864.

### Estudios
En la Ciudad de Guatemala estudió Filosofía, habiendo salido de Bachiller el 14 de enero de 1809, luego estudió Derecho Canónico, que no terminó y después Derecho Civil, que no llegó a concluir a pesar de su elevada cultura.

### Vida política
En Guatemala se encontraba cuando el pronunciamiento de las provincias por el Imperio Mexicano, y como José María Cornejo era un opositor a eso, fue puesto en prisión. Libertado en junio de 1822, retornó a El Salvador.
Fue elegido diputado para las legislaturas de 1825 y 1826. En 1826, escribió una obra titulada Espíritu Constitucional, que fue aprobado por los liberales. Fue reelecto diputado para las legislaturas de 1826 y 1827.
Además fue alcalde de San Vicente y Regidor Perpetuo.

### Jefatura del Estado de El Salvador
Cuando los pueblos fueron convocados a elecciones de jefe del Estado y Vicejefe del Estado, José María Cornejo ganó la jefatura y Nicolás Espinoza ganó la vicejefatura. Fueron nombrados por decreto legislativo del 22 de enero de 1829. Tomó posesión el 30 de enero de 1829.
Realizó la erección del Colegio Seminario cuya creación fue decretada desde 1825; formó también una escuela lancasteriana. Edificó garitas y levantó muros para la seguridad del tráfico interior; también compuso caminos y levantó puentes y calzadas de piedra. Reparó los acueductos de la ciudad de San Salvador que habían estado arruinados por más de 15 años.